# Jean d'Harambure
Pour les articles homonymes, voir Jean d'Harambure (homonymie) et Famille d'Harambure.
Jean d’Harambure (ou d'Harembure), dit « le Borgne », (1553-1630), est un militaire français qui fut compagnon d'armes de Henri de Navarre.

## Famille
Fils de Bertrand d´Harambure et de Florence de Belzunce, il est élevé dès son enfance auprès d’Henri III roi de Navarre, devenu par la suite le roi de France Henri IV. Il s'attache à la fortune de ce prince.
Il épouse le 30 octobre 1595, Marie de Secondat, fille de Jean de Secondat, baron de Montesquieu, et d'Éléonore de Bressieu. De ce mariage sont nés trois enfants : deux garçons et une fille: Jeanne (°1595) qui épousa le protestant Charles Pierre de Buffière, Jean (°1599) qui épousa Marie Tallemant des Réaux, Henri (°1600) qui épousa Marguerite Hatte.

## Carrière militaire et combats contre laLigue
Dès son plus jeune âge il fait partie d'une petite compagnie d'enfants nobles que forme le Maître d'Armes pour le futur Roi et est nommé page d'Henri de Navarre à la cour de Pau. Le roi et lui ont 14 ans et c'est là qu'ils formeront leurs goût pour les « hardis compagnons » au mépris des « inutiles courtisants ».
En 1586, il commande une compagnie de cent chevau-légers attachés à la garde personnelle d'Henri IV. L'année suivante, en 1587, il sert sous Henri de Condé, et part avec sa compagnie de chevau-légers pour La Rochelle, le Poitou, Taillebourg, participant aux combats de Fontenay, Airvault et La Châteigneraie en Vendée, faisant prisonnier le 26 août le marquis de Revel et Louis de Clermont d'Amboise. Peu de temps après, le 20 octobre 1587, il participe à la victoire du roi Henri de Navarre sur les troupes du duc de Joyeuse, à Coutras en Guyenne .
En 1589, il contribue à la prise de la ville de Niort au cours de laquelle il perdit un œil. Henri IV le surnomme dès lors « le Borgne ». La même année, il participe à la journée d’Arques du 21 septembre 1589. Commandant les chevau-légers, il est blessé au poignet lors d'une charge.
Le 1er novembre, il reçoit l’ordre d’Henri IV de se rendre à Paris, ce qu'il fait avec ses « 600 chevaux et autant d’arquebusiers à cheval ».
En 1592, il accompagne Henri IV au siège de Rouen. À la tête de 50 chevau-légers chargé de veiller à la sécurité du monarque, il sauve celui-ci de l'armée du duc de Parme, en formant une barrière lui permettant de s'échapper alors qu'il est en danger d’être fait prisonnier. Des mémoires de famille  indiquent que ce fut en remerciement que le roi lui donne une épée d’un très beau travail.
En 1594, il contribue au succès de l'attaque du grand convoi que le duc de Mayenne et le comte de Mansfeld voulaient faire entrer dans Laon, assiégé par l'armée royale.

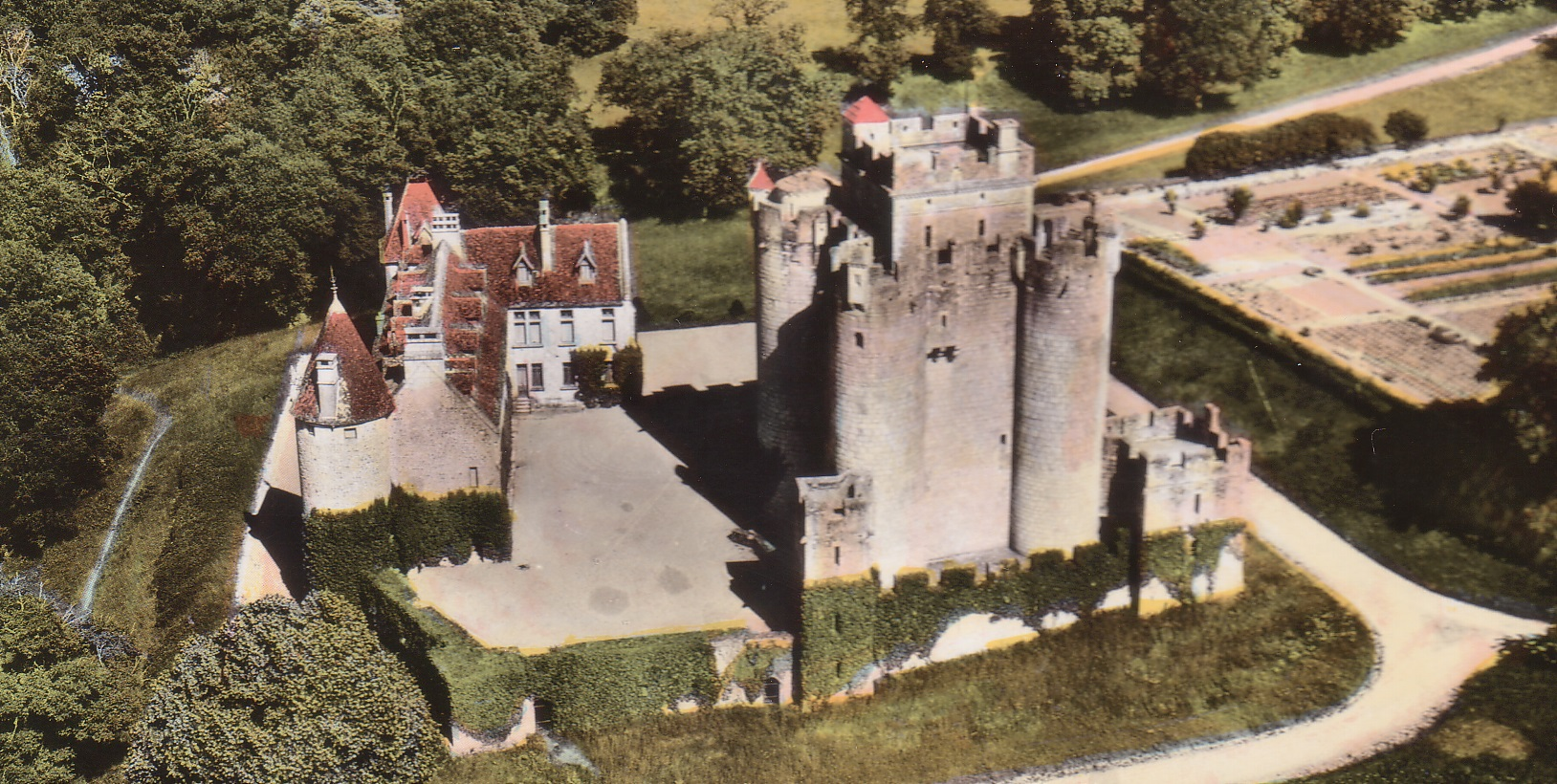
Donjon de Romefort-sur-Creuse propriété de Marie de Segondat et de Jean d'Harambure

Il est nommé gouverneur de Vendôme en 1599 et gouverneur d’Aigues-Mortes en 1607.
En 1609, malgré le fait d´être protestant, il reçoit le bénéfice de l’abbaye de Fontgombault.
Il reçoit durant ces années plusieurs lettres d'Henri IV lui témoignant son attachement et son estime.

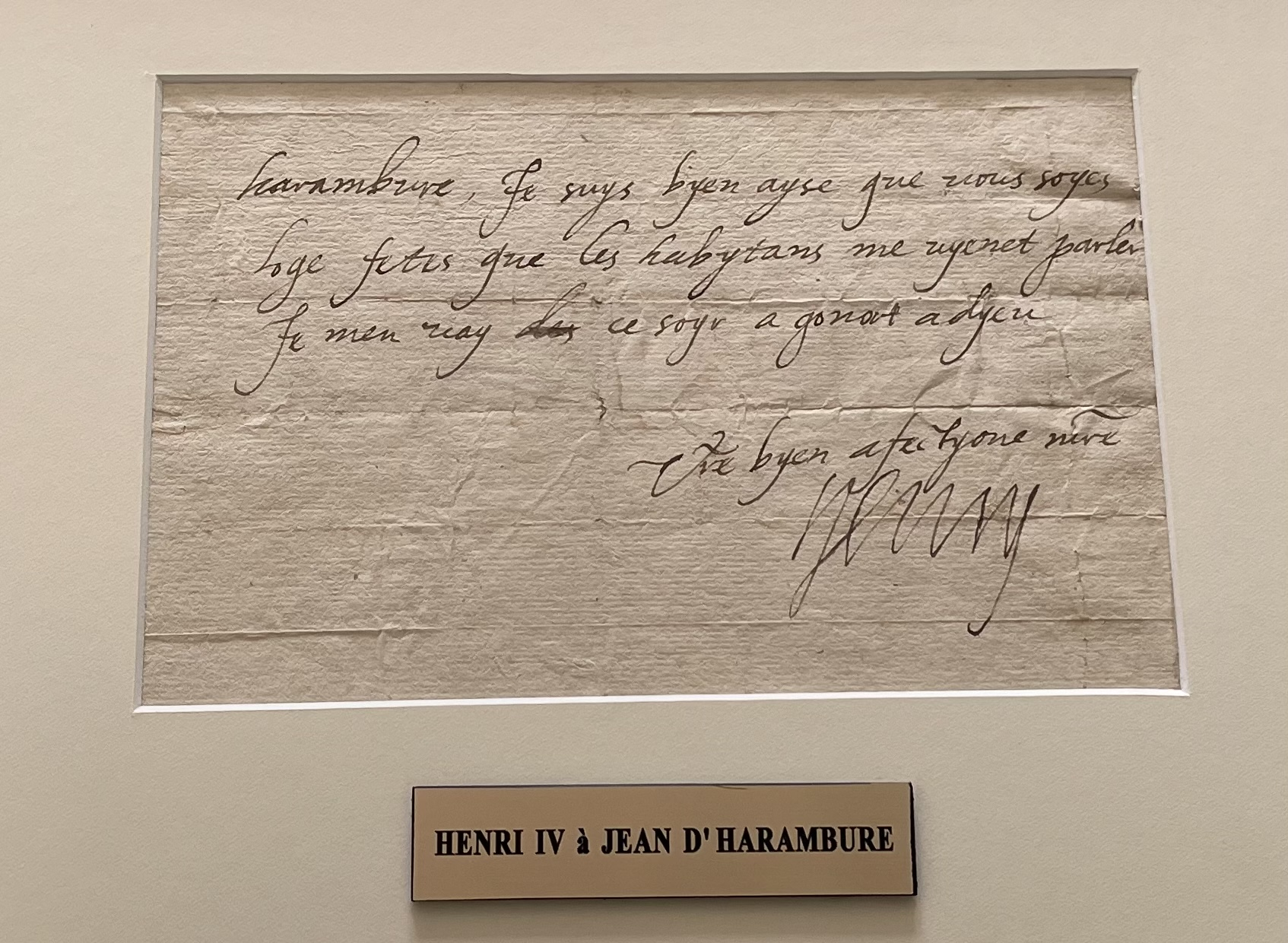
Lettre d'Henri IV à Jean d'Harambure du 16 ou 17 Avril 1589 (collection privée)

Après la mort d'Henri IV, il continue de servir sous Louis XIII. Resté protestant malgré les évênements et très lié avec Théodore Agrippa d'Aubigné  il accompagne ce dernier dont la tête est mise à prix vers Genève en 1620.
En 1624 il est nommé commandant de 2 000 chevaux partagés en trois régiments dont l'un porte son nom. Il les conduit par ordre du roi en Hollande pour servir dans l'armée du comte de Mansfeld. Il n'est plus fait mention de lui après cette dernière année.
Le 28 mai 1626, il fait son testament à Romefort où il décède avant le 17 septembre 1630, à l´âge de 77 ans.